# Палисада
Палисада (фр. palissade, лат. palus, новолат. palisatta — „колац”) или прошћак, је ограда од дрвених при врху зашиљених балвана, греда или колаца, често међусобно повезаних летвама или испреплетеним шибљем. Висина ограде је била од 2,5 до 3,5 метара. Познате су још у праисторији, када су служиле за одбрану насеља, војних логора и тврђава.
Током Првог и Другог српског устанка, палисади играју битну улогу у фортификацији шанчева, као одбрамбени бедеми, који су стављани на грудобран од шанца иза ког се крила пешадија и војска и пуцала у противнике.
У ботаници је палисадно биљно ткиво састављено од истих паренхимских ћелија, повезано на начин који подсећа на ограду од коља.